# Аахенський палац
Палац Карла Великого — імператорський пфальц, що був побудований на межі VIII і IX століть Карлом Великим на місці сучасної аахенської площі Катшхоф для розміщення головної резиденції правителя імперії франків, особливо в зимовий час. Ймовірно, слугував зразком при будівництві інших імператорських резиденцій.

## Історія
Будівельними роботами керував Одон з Меца. Як будівельні матеріали використовувалися сполії античних споруд, які у великій кількості привозили з Італії. У 805 році папа Лев III прибув в Аахен і освятив палацову капелу в ім'я Діви Марії.
Син Карла, Людовик Благочестивий, волів жити в Аахені в холодну пору року до Великодня. Він провів тут кілька церковних соборів. Наступні імператори зупинялися у палаці все рідше і рідше. Багато часу проводив тут імператор Оттон II зі своєю грецькою дружиною Феофано. «Хранителями палацу» виступали пфальцграфи Лотаринзькі — згодом правителі Курпфальца.

## Збереженість
До початку XIV століття палац був в руїнах. На місці тронної зали жителі Аахена збудували міську ратушу. У нову будівлю була вбудована і збережена вежа палацу.
Від палацу збереглася капела Карла Великого з його гробницею, що стала частиною пізнішого Аахенського собору. Починаючи з Оттона Великого всі римсько-германські імператори коронувалися в цій капелі, сидячи на троні Карла. Ця традиція була юридично закріплена в Золотій буллі 1356 року.

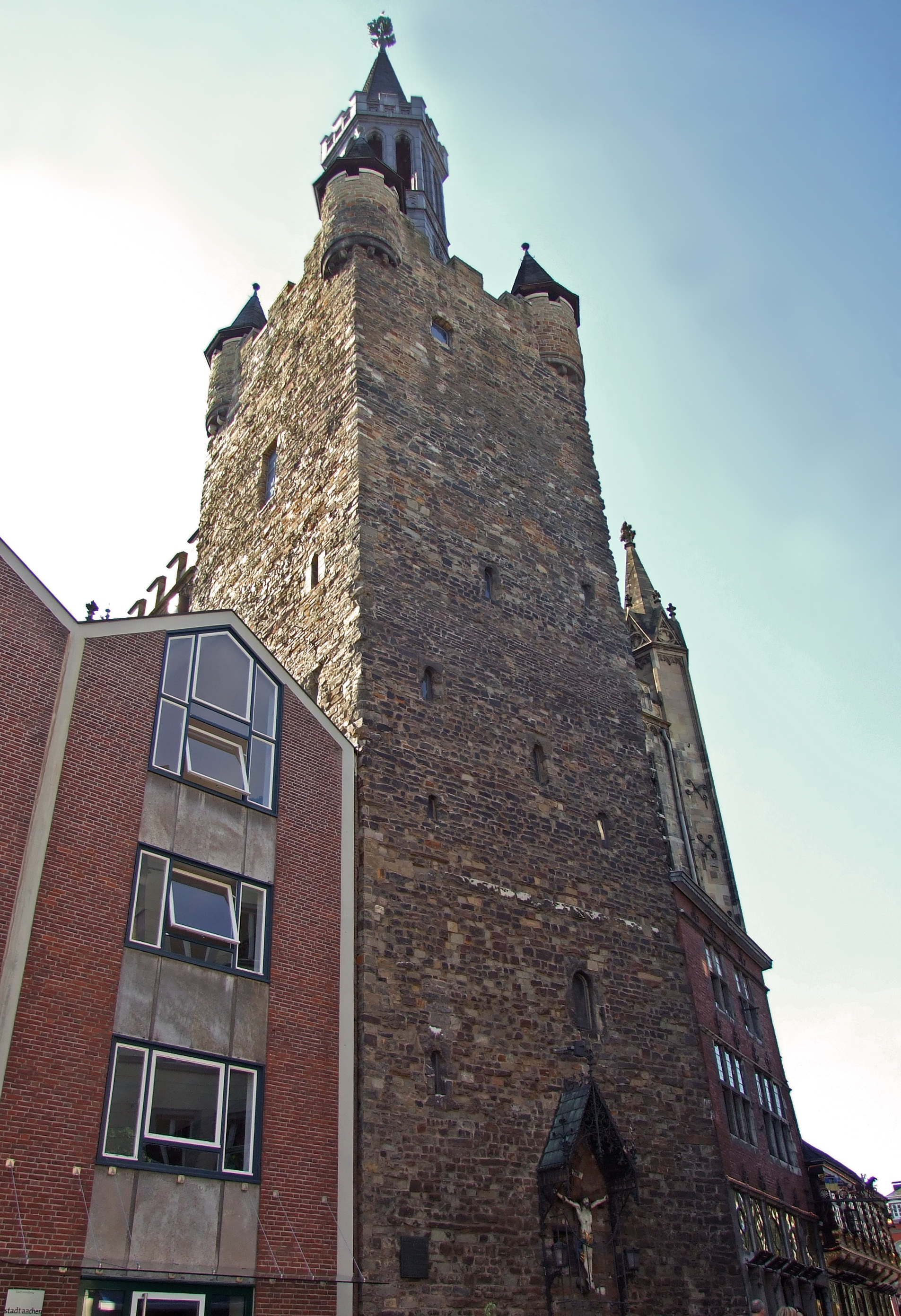
Башта палацу